# Xã Prairie Creek, Quận Vigo, Indiana
Xã Prairie Creek (tiếng Anh: Prairie Creek Township) là một xã thuộc quận Vigo, tiểu bang Indiana, Hoa Kỳ. Năm 2010, dân số của xã này là 1.195 người.